# Beliza
Beliza (bulgarisch: Белица; oft auch: Belitsa) ist eine Stadt im Südwesten von Bulgarien. Die Stadt ist das Verwaltungszentrum der gleichnamigen Gemeinde Beliza in der Oblast Blagoewgrad. Die nächstgelegene Stadt ist Jakoruda. Beliza hat eine mildes mediterranes Klima. Aufgrund vieler kultureller Sehenswürdigkeiten wird die Stadt gerne von Touristen besucht. Seit 2010 ist sie Namensgeberin für die Beliza-Halbinsel in der Antarktis.

## Kultur- und Naturdenkmäler
- Der Park der Tanzbären[1][2]
- Ein 16 Kilometer nördlich entfernter Ort von Beliza namens Semkowo bietet Touristen viele Erholungsmöglichkeiten, welches für Beliza ein wichtiger Wirtschaftsfaktor ist.

Durch das milde Klima und der guten Lage der Gemeinde werden viele Wintersportarten ausgeführt, welches Touristen angelockt.
Für die Jahre 2000 bis 2006 erstellte die Gemeinde Beliza einen umfassenden Wirtschaftsplan, um weitere ausländische Touristen anzulocken. In von Beliza wurden viele Hotels, Sportanlagen und Ferienhäuser errichtet. Vor allem wurden die Ferienhäuser für die Technische Universität Sofia erbaut.

## Geographie
Die Gemeinde liegt im Talkessel des Flusses Mesta, eingeschlossen zwischen den Gebirgen, Rila, Pirin und den Rhodopen. Sie befindet sich im nordöstlichen Teil des Bezirks Blagoewgrad. Die Gemeinde grenzt an die Regionen Bansko, Raslog, Samokow, Jakoruda und Pazardschik.
Die Gemeinde umfasst 12 Städte, 8 von ihnen liegen im Rhodopen-Gebirge.
Die Gesamtfläche der Gemeinde beträgt 293.536 Hektar, davon 221.862 Hektar Wald und 63.205 Hektar landwirtschaftliche Flächen, die von Bauern genutzt werden. Die Region ist überwiegend gebirgig. Die durchschnittliche Neigung der Region beträgt 9,1 Prozent. Das Gebiet umfasst Teile von Rila, Rhodopen und einen großen Bereich des Flusstals der Belischka Reka.
Der Bahnhof Beliza liegt südöstlich der Stadt an der Rhodopenbahn.

## Verwaltungsgliederung
Die Gemeinde Beliza gliedert sich in die folgenden Bezirke, Städte, Dörfer und Gebiete:
| - Semkowo - Beliza - Babjak - Gorno Kraischte | - Galubowo - Dagonowo - Slatariza - Kraischte | - Kusjowo - Ljutowo - Orsewo - Palatik |

## Söhne und Töchter der Stadt
- Welitschko Apostolow, bulgarischer Revolutionär
- Wladimir Poptomow (1890–1952), bulgarischer Politiker
- Georgi Andrejtschin, amerikanischer, sowjetischer und bulgarischer Politiker und Journalist
- Georgi Beljow, bulgarischer Pädagoge